# 도요토미 구니마쓰
도요토미 구니마쓰(일본어: 豊臣國松, とよとみ くにまつ 1608년 ~ 1615년)는 일본 에도 시대 전기의 다이묘였던 도요토미 히데요리의 아들이자 도요토미 히데요시의 손자이다.
1615년, '오사카 전투'에서 오사카성이 함락되자 도주를 시도하다가 막부군에 발각되어 교토 로쿠조가와라에서 조소카베 모리치카 등 서군의 잔당들과 함께 처형되었는데, 이때 그의 나이는 겨우 '만 7살'이었다.